# Waleri Alexandrowitsch Nikitin
Waleri Alexandrowitsch Nikitin (russisch Валерий Александрович Никитин; * 20. Juni 1939 in Moskau; † 13. Januar 2002) war ein sowjetischer Eishockeyspieler, der den Großteil seiner Karriere bei Chimik Woskressensk verbrachte und 1967 und 1970 mit der sowjetischen Nationalmannschaft Weltmeister wurde.

## Karriere
Waleri Nikitin verbrachte fast seine gesamte Karriere bei Chimik Woskressensk. Zwischen 1956 und 1975 spielte er für Chimik in der Wysschaja Liga, der höchsten Spielklasse der UdSSR, und erzielte dabei 134 Tore in 510 Spielen. 1972 erhielt er die Erlaubnis, in Österreich für WAT Stadlau zu spielen. Für Stadlau war er bis 1974 aktiv.
Schon früh in seiner Karriere wurde er in das Team der sowjetischen Eishockeynationalmannschaft berufen. Am 25. November 1960 stand er in einem Spiel gegen Kanada zum ersten Mal für die Sbornaja auf dem Eis. Seine internationale Karriere wurde mit der Goldmedaille bei den Eishockey-Weltmeisterschaften 1967 und 1970 gekrönt. Für die Nationalmannschaft erzielte er 3 Tore in 43 Länderspielen. Am 21. Dezember 1970 bestritt er sein letztes Länderspiel. 1967 wurde er mit der Aufnahme in die Liste der Verdienten Meister des Sports der UdSSR und Russlands im Eishockey geehrt.
Nachdem er seine Spielerkarriere beendet hatte, arbeitet Nikitin als Trainer, unter anderem bei Salawat Julajew Ufa (1975–1979), Molot Perm (1980, 1982) und Chimik Woskressensk (1995–1997). Später betreute er das Juniorenteam Belyje Medwedi in Moskau.
Nikitin verstarb am 13. Januar 2002 und wurde auf dem Wagankowoer Friedhof in Moskau beigesetzt.

## Erfolge
- Goldmedaille bei den Eishockey-Weltmeisterschaften 1967 und 1970
- Goldmedaille bei den Eishockey-Europameisterschaften 1967 und 1970